# Йосиповка (Овидиопольский район)
Йосиповка (укр. Йосипівка, в 1804—1945 годах — Йозефсталь, в 1896—1917 годах — Сергеевка) — село, центр сельского совета, в Овидиопольском районе Одесской области Украины. Сельсовету подчинены села Йосиповка и Либенталь. Расположено на обеих берегах р. Барабой, в 30 км от райцентра. Занимает площадь 5,044 км². Население по переписи 2001 года составляло 1429 человек.

## История
Земельный участок на левом берегу р. Барабой, на котором расположены Йосиповка и соседнее село Петродолинское, в 1792 году получил под дачу генерал-майор И. Е. Кисленский. Но 5 марта 1804 года земли у генерал-майора отобрали, передав их под заселение немецкими колонистами и основание колоний Петерсталь и Йозефсталь.
Немецкая колония Йозефсталь (нем. Josefstal) основана в 1804 году на левом берегу р. Барабой выходцами из Вюртемберга, Бадена, Пфальца, Эльзаса, Силезии, Богемии, Швейцарии, Венгрии. В разное время село называлось: с 1804 по 1 февраля 1945 года — Йозефсталь, в 1896—1917 годах — Сергеевка (в часть великого князя Сергея, сына императора Александра III). В 1857 году жители колонии владели 3458 десятинами земли (57 дворов и 68 безземельных семей), в 1918 году — 3307 десятинами, в 1940 году — 3447 га. Жителей — 427 чел.(1825), 732 чел.(1859), 1154 чел.(1887), 1102 чел из них 1076 немцев (1897), 1116 чел.(1905), 1019 чел. (1910), 1129 чел.(1916), 1148 чел.(1918), 1362 чел.(1926), 1809 чел. (1943).
Колония Йозефсталь входила в состав Либентальского колонистского округа Одесского уезда (1805—1861), Гросслибентальской (Мариинской) волости Одесского уезда (1861—1926), Спартаковского национального немецкого района Одесского округа (1926—1939), Овидиопольского района (с 1939).
Католический приход существовал с 1805 года. Римско-католический костёл Св. Иосифа построен в 1806 году. Тут служили Алоиз Лефлер (1805, имел резиденцию в Кляйнлибентале), Якоб Годот, Хатовский, Осмоловский, Алоиз Аверданк, Рауль (1806—1807), Монфорт (1809), Себастьян Ян и Иозеф Кзар (1820). По описанию И. М. Долгорукого 1810 года «кирха не богатая, но пристойная». В 1832 году костёл отремонтирован и расширен. В 1861 году при помощи священника Петкевича построен новый костёл, в котором правили Иоганн Унгемах, Якоб Селинер, патер Филипп. Костел не сохранился, остался только фундамент и строение пастората.
Йозефстальская церковно-приходская школа открыта в 1809 году. В 1822 году на средства колонистов построена новая школа с тремя классными комнатами и квартирой для учителя, который преподавал немецкий язык. С 1868 года школа стала начальной трёхлетней. В 1887 году для содержания школы община выделяла 810 руб. В школе обучалось 164 ученика (83 мальчика и 81 девочка). В этом же году в школе работали учителя Э. И. Ваал (получал жалованье в размере 460 руб. в год), Г. Ф. Желинский (350 руб.). В 1891 году школа получила от общины 761 руб., в ней обучалось 165 учеников. Закон Божий преподавал И. Я. Ваннер, учителем русского языка был А. В. Феттер (закончил Тираспольское уездное училище, получал 350 руб. в год), учителем немецкого языка был П. О. Блак (Кучурганское центральное училище, 300 руб.), «кистером» и помощником учителя был Я. Ф. Гернер (400 руб.). В 1871 году предметы в школе помимо немецкого, преподавались на русском языке. В 1920 году школа преобразована в трудовую, в которой обучались 230 учеников.
В 1945 году Указом ПВС УССР село Йозефсталь переименовано в Йосиповку.